# Габния, Виталий Викторович
Виталий Викторович Габния (абх. Виталик Виктор-иҧа Габниа; род. 12 июня 1968, Сухуми, Абхазская АССР) — абхазский политик и общественный деятель. Вице-президент Абхазии (2014—2018).

## Биография
Родился 12 июня 1968 года в городе Сухум.
С 1975 по 1986 год — учился и окончил сухумскую среднюю школу № 10.
С 1986 по 1989 год — проходил действительную воинскую службу в рядах Советской Армии.
В 1990 году поступил на экономический факультет Абхазского государственного университета, который окончил в 1995 году. Будучи студентом, активно занимался в секции боевых искусств дзюдо.
С 1992 по 1993 год — участник Отечественной войны народа Абхазии. Командир взвода разведки, комиссар 2-й роты, 2-го батальона, 1-й бригады Западного фронта.
С 1997 по 2002 год — помощник ректора Сухумского открытого института(СОИ).
С 1999 по 2002 год — председатель общественной Организации «Нарты».
С 2002 по 2006 год — директор молодёжно-спортивного центра «Айнар».
В 2005 году — окончил юридический факультет Абхазского государственного университета.
С 2005 по 2006 год — сопредседатель общественно-политического движения «Форум Народного Единство».
В 2007 году был кандидатом в депутаты Парламента Абхазии.
С 2010 года — генеральный директор общества с ограниченной ответственностью «Юг-Промстрой».
С 2013 года — председатель Республиканской организации ветеранов Отечественной войны народа Абхазии «Аруаа».

## Избрание вице-президентом Абхазии
В 2014 году вместе с Раулем Хаджимбой явился одним из лидеров майских антипрезидентских выступлений оппозиции в Абхазии. При этом исключал возможность военного противостояния.
24 августа 2014 года в паре с президентом Раулем Хаджимбой избран вице-президентом Абхазии.
25 августа 2014 года Габния официально вступил в должность вице-президента Республики Абхазия. Согласно Конституции РА, вице-президент самостоятельных функций не имеет, а исполняет отдельные поручения президента, а также, по особому распоряжению, замещает его в случае длительного отсутствия на территории республики по уважительным причинам, например, в связи с болезнью.

## Инцидент с дракой и отставка
22 августа 2018 года Габния сообщил на брифинге в Сухуме, что уходит в отставку, пояснив, что «отставка не связана с политическими реалиями, а причиной тому стал частный инцидент». Согласно опубликованной информации, в ходе драки, неожиданно возникшей после «непростого разговора», неназванный влиятельный дебошир коварно ударил вице-президента сзади стаканом по голове, завязалась потасовка. Милиция отпустила виновника инцидента без привлечения к ответственности, что вынуждает политика принять ответные меры «по-абхазски», в соответствии с национальными традициями, вне государственного статуса.

## Семья
Виталий Габния женат, имеет двоих детей.

## Награды
- Орден Леона.
- Орден Дружбы (2018 год, ДНР)[5].